# Ricevimento del Grand Condé a Versailles
Ricevimento del Grand Condé a Versailles (Réception du Grand Condé à Versailles o Réception du Grand Condé par Louis XIV) è un dipinto a olio su tela dell’artista francese Jean-Léon Gérôme, realizzato nel 1878. Rappresenta il ricevimento di Luigi II di Borbone-Condé da parte di Luigi XIV, a Versailles, ai piedi dello scalone degli Ambasciatori, nel 1674. Il dipinto venne acquistato dal museo d'Orsay nel 2004.

## Storia
Jean-Léon Gérôme aveva in mente il tema dell'opera già molto tempo prima di dipingerla, come si è scoperto da degli appunti pubblicati dopo la morte. L'opera venne realizzata per il proprietario della tenuta di Chantilly, il duca di Aumale, nel 1878, ma alla fine l'accordo di vendita fallì. Dopo essere stato esposto in una mostra privata presso la piazza Vendôme di Parigi, il collezionista d'arte statunitense William Vanderbilt lo acquistò per 100mila franchi francesi con l'aiuto di Samuel B. Avery. In seguito il dipinto passò all'ufficiale di brigata Cornelius Vanderbilt III. Dal 1945 in poi l'opera venne venduta a vari collezionisti di area  californiana, e nel 1969 venne acquistato dal banchiere Edmond Safra. Quando il dipinto venne messo nuovamente all'asta nel 2004, venne comprato dagli addetti del museo d'Orsay, dove si conserva tuttora.

## Descrizione
In seguito al successo ottenuto da un'altra delle sue tele, Il secolo di Augusto (esposto all'esposizione universale del 1855), Gérôme si concentrò sulla storia "piccola". Qui mise in luce la commedia del potere attraverso la devozione tardiva del principe al suo re. Il gusto per la ricostruzione e la precisione del pittore si ritrova nella rappresentazione dei costumi opulenti della corte, come nella riproduzione della scalinata monumentale degli Ambasciatori della reggia versagliese, distrutta più di un secolo prima.
Al centro del grande scalone degli Ambasciatori alla Reggia di Versailles, il re di Francia Luigi XIV si sta preparando a ricevere il principe di Condé, il quale ha appena sconfitto Guglielmo III d'Orange nella battaglia di Seneffe. Attraverso questo gesto di grazia, il re decise di porre fine all'esilio di suo cugino, iniziato nel 1659 a causa di una fronda contro il potere monarchico. Il principe si alzò lentamente a causa della gotta e si scusò col sovrano per il ritardo. Nonostante la composizione sia piuttosto fredda, questa è dipinta nei minimi dettagli. Ciò è dovuto al fatto che Gérôme prese come riferimento delle incisioni degli interni versagliesi e dei ritratti degli statisti presenti nel quadro. La freddezza del marmo della scalinata a forma di X si correla con i costumi luminosi e gli stendardi sollevati.